# Campo dei Carmini
Campo dei Carmini és una plaça (campo) de Venècia, situada al sestiere de Dorsoduro.
De forma rectangular, la plaça està tancada al nord pel riu de Santa Margherita; a l'oest comença la Fondamenta del Soccorso, que domina Ca' Zenobio degli Armeni; al sud per la gran façana de l'església de Santa Maria dei Carmini, que dóna nom a la zona, i per un carrer curt que condueix a l'extrem sud-oest del Campo Santa Margherita; a l'est per nombrosos edificis.
A més de l'església, hi ha dos edificis importants situats a la plaça.
- L'Escola Gran de Santa Maria del Carmelo, una elegant estructura que data del segle XVI, que alberga importants obres de Giambattista Tiepolo.
- El Palau Foscarini, imponent façana renaixentista, va ser la residència del dux Marco Foscarini.